# قلعه شیگیسان
قلعه شیگیسان (به ژاپنی: 信貴山城 Shigisanjō)، یک قلعه ژاپنی در دوره سنگوکو بود که توسط خاندان کیزاوا و خاندان ماتسوناگا اداره می‌شد.